# Pierścień (mechanika)
- w wytrzymałości materiałów jest to szczególny przypadek pręta, czyli pręt zakrzywiony, którego oś jest krzywą zamkniętą.

- w maszynoznawstwie pierścienie w silnikach tłokowych (poza silnikiem z tłokiem obrotowym, np. Wankla), sprężarkach tłokowych i pompach tłokowych uszczelniają przestrzeń pomiędzy cylindrem i tłokiem.